# Yasutaka Tsutsui
Yasutaka Tsutsui (筒井 康隆, Osaka, 24 de Setembro de 1934) é um escritor de ficção-científica e actor japonês.

### Romances
- 48億の妄想 48 Oku no Moso (1965)
- 馬の首風雲録 Umanokubi Fuunroku (1967)
- 霊長類、南へ Reichorui, Minami-e (1969)
- 脱走と追跡のサンバ Dasso to Tsuiseki no Samba (1971)
- 俗物図鑑 Zokubutsu Zukan (1972)
- 家族八景 Kazoku Hakkei (1972)
- 男たちの書いた絵 Otoko Tachi no Kaita E (1974)
- 俺の血は他人の血 Ore no Chi wa Tanin no Chi (1974)
- 七瀬ふたたび Nanase Futatabi (1975)
- エディプスの恋人 Oedipus no Koibito (1977)
- 富豪刑事 Fugo Keiji (1978)
- 大いなる助走 Oi ni Naru Joso (1979)
- 虚人たち Kyojin Tachi (1981)
- 虚航船団 Kyoko Sendan (1984)
- イリヤ・ムロウメツ Iriya Muroumetsu (1985)
- 旅のラゴス Tabi no Lagos (1986)
- 歌と饒舌の戦記 Uta to Jozetsu no Senki (1987)
- 夢の木坂分岐点 Yumenokizaka Bungiten (1987)
- 驚愕の広野 Kyogaku no Koya (1988)
- フェミニズム殺人事件 Feminism Satsujin Jiken (1989)
- 残像に口紅を Zanzo ni Kuchibeni wo (1989)
- 文学部唯野教授 Bungakubu Tadano Kyoju (1990)
- ロートレック荘事件 Lautrec-So Jiken (1990)
- 朝のガスパール Asa no Gaspard (1992)
- パプリカ Paprika (1993)
- 邪眼鳥 Jagancho (1997)
- 時をかける少女 Toki wo Kakeru Shoujo (1997)
- 敵 Teki (1998)
- わたしのグランパ Watashi no Granpa (1999)
- 恐怖 Kyofu (2001)
- ヘル Hell (2003)
- 銀齢の果て Ginrei no Hate (2006)

### Livros de Contos
- 東海道戦争 Tōkaidō Senso (1965)
- ベトナム観光公社 Vietnam Kanko Kosha (1967)
- アルファルファ作戦 Alfalfa Sakusen (1968)
- 幻想の未来・アフリカの血  Genso no Mirai/Afrika no Chi (1968)
- にぎやかな未来 Nigiyaka na Mirai (1968)
- アフリカの爆弾 Afrika no Bakudan (1968)
- 筒井順慶 Tsutsui Junkei (1969)
- わが良き狼 Waga Yoki Okami (1969)
- 心狸学・社怪学 Shinrigaku, Shakaigaku (1969)
- ホンキイ・トンク Honky Tonk (1969)
- 母子像 Boshizo (1970)
- 馬は土曜に蒼ざめる Uma wa Doyo ni Aozameru (1970)
- 日本列島七曲り Nihon Retto Nanamagari (1971)
- 将軍が目覚めた時 Shogun ga Mezameta Toki (1972)
- 農協月へ行く Nokyo Tsuki-e Iku (1973)
- おれに関する噂 Ore-ni Kansuru Uwasa (1974)
- ウィークエンドシャフル (1974)
- 笑うな Warau-na (1975)
- メタモルフォセス群島 Metamorphosis Gunto (1976)
- バブリング創世記 Babbling Soseiki (1978)
- 宇宙衛星博覧会 Uchu Eisei Hakurankai (1979)
- エロチック街道 Erotic Kaidō (1981)
- 串刺し教授 Kushi Sashi Kyoju (1985)
- くたばれＰＴＡ Kutabare PTA (1986)
- お助け Otasuke (1986)
- 原始人 Genshijin (1987)
- 薬菜飯店 Yakusai Hanten (1988)
- 夜のコント・冬のコント Yoru no Conte, Fuyu no Conte (1990)
- 最後の伝令 Saigo no Denrei (1993)
- 鍵 Kagi (1994)
- 座敷ぼっこ Zashiki Bokko (1994)
- 家族場面 Kazoku Bamen (1995)
- 魚藍観音記 Gyoran Kannon Ki (2000)
- エンガッツィオ司令塔 Engazzio Shireito (2000)
- 最後の喫煙者 Saigo no Kitsuensha (2002)
- 睡魔のいる夏 Suima no Iru Natsu (2002)
- 傾いた世界 Katamuita Sekai (2002)
- 懲戒の部屋 Chōkai no Heya (2002)
- 日本以外全部沈没 Nihon Igai Zembu Chinbotsu (2002)
- 怪物たちの夜 Kaibutsu Tachi no Yoru (2002)
- 近所迷惑 Kinjo Meiwaku (2002)
- わが愛の税務署 Waga Ai no Zeimusho (2003)
- カメロイド文部省 Cameroid Monbusho (2003)
- ポルノ惑星のサルモネラ人間 Porno Wakusei no Salmonella Ningen (2005)

## Ligações Externas
- (em inglês)(em japonês) Página pessoal do autor